# آدولف یگر
آدولف یگر (به آلمانی: Adolf Jäger) بازیکن فوتبال و مهاجم اهل آلمان است که از سال ۱۹۰۸ میلادی عضو تیم ملی فوتبال آلمان بوده‌است. وی در ۱۸ بازی ملی حضور داشته‌است و آخرین بازی ملی خود را در سال ۱۹۲۴ میلادی انجام داد. آدولف یگر در بازی‌های ملی‌اش ۱۰ گل به ثمر رساند.